# CXCR1
CXCR1 (kurz für CXC-Motiv-Chemokinrezeptor 1, auch Interleukin-8-Rezeptor alpha (IL-8RA), CDw128a, CD181) ist ein Rezeptorprotein aus der Familie der Chemokinrezeptoren. CXCR1 kommt insbesondere an der Oberfläche von Zellen des Immunsystems, wie beispielsweise neutrophile Granulozyten und Makrophagen, vor. Dieser Rezeptor kann durch die Chemokine CXCL6 (GCP-2) und CXCL8 (Interleukin 8) stimuliert werden und vermittelt seine Effekte durch Aktivierung einer intrazellulären Signaltransduktionskaskade an der Gi-Proteine beteiligt sind. CXCR1 wird eine wichtige Rolle bei der Entstehung entzündlicher Erkrankungen und dem Tumorwachstum zugeschrieben.

## Vorkommen
CXCR1 kann insbesondere auf neutrophilen Granulozyten und Makrophagen, aber auch auf eosinophilen Granulozyten, basophilen Granulozyten, dendritischen Zellen und T-Lymphozyten nachgewiesen werden.

## Biochemie
Wie sein naher Verwandter, das Membranprotein CXCR2, wird CXCR1 durch ein Gen auf dem Chromosom 2 Genlocus q33-q36 codiert. 
Strukturell gehört CXCR1 zu den G-Protein-gekoppelten Rezeptoren. Nach Anbindung seiner Liganden wird eine Signaltransduktionskaskade im Zellinneren aktiviert, an der G-Proteine, Ca2+ und MAP-Kinasen beteiligt sind. Die Signaltransduktionskaskade schließt auch eine Aktivierung von Integrinen und Veränderungen im Zytoskelett ein. Diese sind Voraussetzungen für eine zielgerichtete Bewegung (Chemotaxis) von CXCR2-exprimierenden Zellen zu einem Chemokin-Gradienten hin.

## Funktion
Die Funktion von CXCR1 ähnelt der seines Verwandten CXCR2. Beide Rezeptoren werden zudem oft auf den gleichen Zelltypen exprimiert. In Gegenwart des gemeinsamen Liganden CXCL8 soll die Rolle von CXCR1 bezüglich der Chemotaxis von neutrophilen Granulozyten, der Superoxid-Produktion und der Signaltransduktionsaktivierung dominieren.